# Gianpiero
Gianpiero  è un nome proprio di persona italiano maschile.

## Varianti
- Maschili: Giampiero[1][3][4][5], Gian Piero[1][3]
- Femminili: Gianpiera[3], Gian Piera[3], Giampiera[3]

## Origine e diffusione
Si tratta di un nome composto, formato dall'unione di Gianni e Piero (ipocoristici rispettivamente di Giovanni e Pietro). La variante "Giampiero" si è diffusa grazie alla maggior spontaneità della pronuncia, dovuta all'assimilazione della N con la P, come avviene anche con Gianpietro e Gianpaolo.
Secondo dati raccolti negli anni '70, è il terzo più diffuso fra i composti di Gianni, con 31.000 occorrenze (più altre 1.8000 per le forme femminili), seguito da Gianluigi (22.000) e Gianbattista (21.000); è però notevole il distacco dai primi due più diffusi, Giancarlo e Gianfranco (rispettivamente con 186.000 e 131.000 occorrenze, più i femminili).

## Onomastico
L'onomastico si può festeggiare lo stesso giorno dei nomi Giovanni e Pietro, di cui Gianni e Piero sono derivati.

## Persone

Gianpiero Combi

- Gianpiero Borgia, attore e regista teatrale italiano
- Gianpiero Carlo Cantoni, politico, imprenditore, economista e giornalista italiano
- Gianpiero Combi, calciatore italiano
- Gianpiero Contestabile, pugile italiano
- Gianpiero D'Alia, politico italiano
- Gianpiero De Toni, politico italiano
- Gianpiero Gamaleri, giornalista italiano
- Gianpiero Mangiarotti, calciatore italiano
- Gianpiero Moretti, pilota automobilistico e imprenditore italiano
- Gianpiero Marini, calciatore italiano
- Gianpiero Zubani, pilota motociclistico italiano

### Variante Gian Piero
- Gian Piero Alloisio, cantautore e drammaturgo italiano
- Gian Piero Bognetti, storico, accademico e archeologo italiano
- Gian Piero Bona, poeta e scrittore italiano
- Gian Piero Brunetta, storico e critico cinematografico italiano
- Gian Pietro Felisatti, cantautore e compositore italiano
- Gian Piero Gasperini, calciatore e allenatore di calcio italiano
- Gian Piero Ghio, calciatore e allenatore di calcio italiano
- Gian Piero Motti, alpinista e scrittore italiano
- Gian Piero Restellini, pittore italiano
- Gian Piero Reverberi, compositore, arrangiatore e direttore d'orchestra italiano
- Gian Piero Scanu, politico italiano
- Gian Piero Ventura, allenatore di calcio italiano

### Variante Giampiero

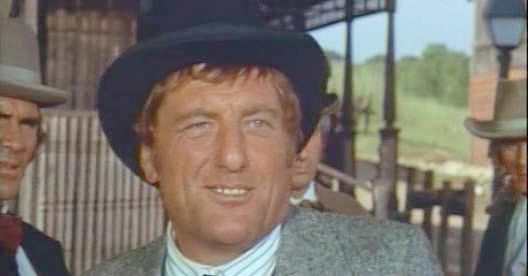
Giampiero Albertini

Giampiero Boniperti

- Giampiero Albertini, attore e doppiatore italiano
- Giampiero Artegiani, cantautore, paroliere e produttore discografico italiano
- Giampiero Bandini, calciatore italiano
- Giampiero Boniperti, calciatore, dirigente sportivo e politico italiano
- Giampiero Casertano, fumettista italiano
- Giampiero Catone, politico e giornalista italiano
- Giampiero Ceccarelli, calciatore italiano
- Giampiero Dalle Vedove, calciatore italiano
- Giampiero De Carli, rugbista a 15 e allenatore di rugby italiano
- Gian Piero Galeazzi, canottiere, giornalista, conduttore televisivo e telecronista sportivo italiano
- Giampiero Grevi, calciatore italiano
- Giampiero Ingrassia, attore e cantante italiano
- Giampiero Lisarelli, attore italiano
- Giampiero Mosconi, medico e psicologo italiano
- Giampiero Mughini,opinionista e giornalista italiano.
- Giampiero Pastore, schermidore italiano
- Giampiero Pinzi, calciatore italiano
- Giampiero Rosanna, giocatore di biliardo italiano
- Giampiero Savio, cestista italiano
- Giampiero Scaglia, calciatore italiano
- Giampiero Ubezio, fumettista italiano
- Giampiero Vitali, dirigente sportivo, allenatore di calcio e calciatore italiano